# Banc d'intégration
Un banc d'intégration, ou Iron Bird (ou encore Functional Integration Bench) est un banc d'essai destiné à un modèle d'avion.

## Constitution
Il est constitué d'une structure tubulaire en acier recevant l'ensemble des systèmes et sous-systèmes électriques et hydrauliques de l'avion, et ce à l'échelle 1. Les plans aérodynamiques et surfaces de contrôles sont modélisés par des charges réelles.

## Utilisation
Ceci permet de tester le comportement des différents systèmes dans toutes les configurations de vols, permettant de vérifier le fonctionnement des modèles de vols préétablis ainsi que de l'ensemble des boucles d'asservissement.
Il sert ainsi aux études préliminaires aux essais en vol, et d'aide à ceux-ci.
Il peut, dans certains cas, servir à la compréhension d'un évènement survenu dans des conditions particulières et d'y trouver une solution technique.
C'est grâce à l'utilisation accrue du banc d'intégration que les constructeurs actuels peuvent réduire le nombre d'essais en vol.
Il est par ailleurs relié à des simulateurs de vol, permettant de simuler au mieux les situations de vols, mais aussi d'offrir aux pilotes une formation théorique la plus réaliste possible.
Chez Airbus, les bâtiments qui abritent le banc d'intégration de l'A400M, sont aussi ceux abritant l'A380 et sont disposés à abriter celui du futur A350. Ces bâtiments sont situés en région Toulousaine. Lorsqu'un Iron Bird est couplé avec son simulateur, on a l'Aircraft Zero 

## Sources